# Прокопе, Ялмар Йохан
Я́лмар Йо́хан Фре́дерик Прокопе́ (швед. Hjalmar Johan Fredrik Procopé; 8 августа 1889, Стокгольм, Королевство Швеция — 8 марта 1954, Хельсинки, Финляндия) — финский политик и дипломат; с 1924 по 1925, и с 1927 по 1931 годы — министр иностранных дел Финляндии.

## Биография
Родился 8 августа 1889 года в столице Шведского королевства городе Стокгольме.
С 1920 по 1921 и в 1924 году был министром торговли и промышленности Финляндии.
С с 1924 по 1925, и с 1927 по 1931 годы был министром иностранных дел Финляндии.
Скончался 8 марта 1954 года в Хельсинки.